# アクロン・ラバーダックス
アクロン・ラバーダックス(Akron RubberDucks)は、MiLB、AA（ダブルA）イースタンリーグウエスト地区所属の野球チーム。本拠地はオハイオ州アクロンにあるキャナル・パーク。現在はMLBクリーブランド・ガーディアンズ傘下のチームとして活動している。

## 歴史
1980年、シアトル・マリナーズの傘下AA級チームとして「リン・セイラーズ」結成。
1983年、ピッツバーグ・パイレーツと提携。
1984年、バーモント州のバーリントンに移転し、チーム名を「バーモント・レッズ」に改名。シンシナティ・レッズと提携。
1988年、マリナーズと再び提携し、「バーモント・マリナーズ」に改名。
1989年、オハイオ州のカントンに移転し、「カントン・アクロン・インディアンス」に改名。クリーブランド・インディアンスと提携。
1994年11月22日、オハイオ州のアクロンとリース契約を結び、新球場・キャナル・パークの建設を決定。
1997年、キャナル・パークに移転し、チーム名を「アクロン・エアロズ」に改名。
2012年、球団オーナーのマイク・アガニス氏がケン・バビー氏に球団を売却した。
2014年、チーム名を「アクロン・ラバーダックス」に改名。